# Holtz
Holtz (en luxemburguès: Holz; en alemany: Holz) és una vila de l'antiga comun de Perlé i avui de la nova comuna de Rambrouch, situada al districte de Diekirch del cantó de Redange. Està a uns 33 km de distància de la ciutat de Luxemburg. Per la vila passa el riu Nothomb.